# بنة سهراب (الريف الغربي)
بنة سهراب (بالفارسية: بنه سهراب) هي منطقة سكنية تقع في إيران في قسم الريف الغربي الريفي. يقدر عدد سكانها بـ 2,006 نسمة .